# Crkva Rođenja Presvete Bogorodice u Zenici
Hram Rođenja Presvete Bogorodice u Zenici, ili Crkva Rođenja Svete Bogorodice, pravoslavna je crkva u Zenici i pripada Srpskoj pravoslavnoj crkvi (Mitropolija dabrobosanska).

## Istorija
Počela je da se gradi 1883. godine. Završena je i posvećena na Malu Gospojinu 8. septembra — 21. septembra 1885 godine. Posvetio ju je mitropolit Sava Kosanović. Zahvaljujući zeničkim sveštenicima Milojku Topaloviću, Miroslavu Drinčitu i Jadranu Daniloviću i zeničkim vjernicima u spomen stogodišnjice počelo se 29. avgusta 1984. godine sa živopisanjem hrama. Živopis je radio Dragomir Jašović Jaša, akademski slikar iz Beograda. Živopisanje je završeno 1990. godine.
Proglašena je za nacionalni spomenik Bosne i Hercegovine.

## Opis
Prema konceptu prostorne organizacije, Crkva Rođenja Presvete Bogorodice u Zenici pripada tipu trobrodne crkve sa pripratom, naosom, oltarskim prostorom i zvonikom.
Dimenzije su 22,5 m × 15,8 m, sa četiri kule dimenzija 4,65 m × 4,50 m na uglovima.  Visina zvonika iznosi 26 m, visina sljemena dvovodnog krova koji pokriva crkvu iznosi 10,20 m, a visina tjemena krovnog pokrivača osmougaone stilizovane kupole koja je pozicionirana u centralnom dijelu građevine iznosi 13,80 m.
Na ikonostasu je predstavljeno osamnaest ikona i Carske dveri sa scenom Blagovijesti.

## Parohija u Zenici
Osim Hrama Rođenja Presvete Bogorodice u Zenici djeluju sljedeće pravoslavne kapele: 
- Kapela u Gornjoj Vraci
- Kapela u Drivuši
- Kapela u Mutnici
- Kapela u Osojnici
- Kapela u Gradišću
- Kapela u Sviću

U posljednjem ratu porušene su kapele u Kovanićima, Pepelarska Rijeka, Tišini i Janjićkom Vrhu.

## Spoljašnje veze
Mediji vezani za članak Crkva Rođenja Presvete Bogorodice u Zenici na Vikimedijinoj ostavi

- Mitropolija dabrobosanska